# Jean Smart

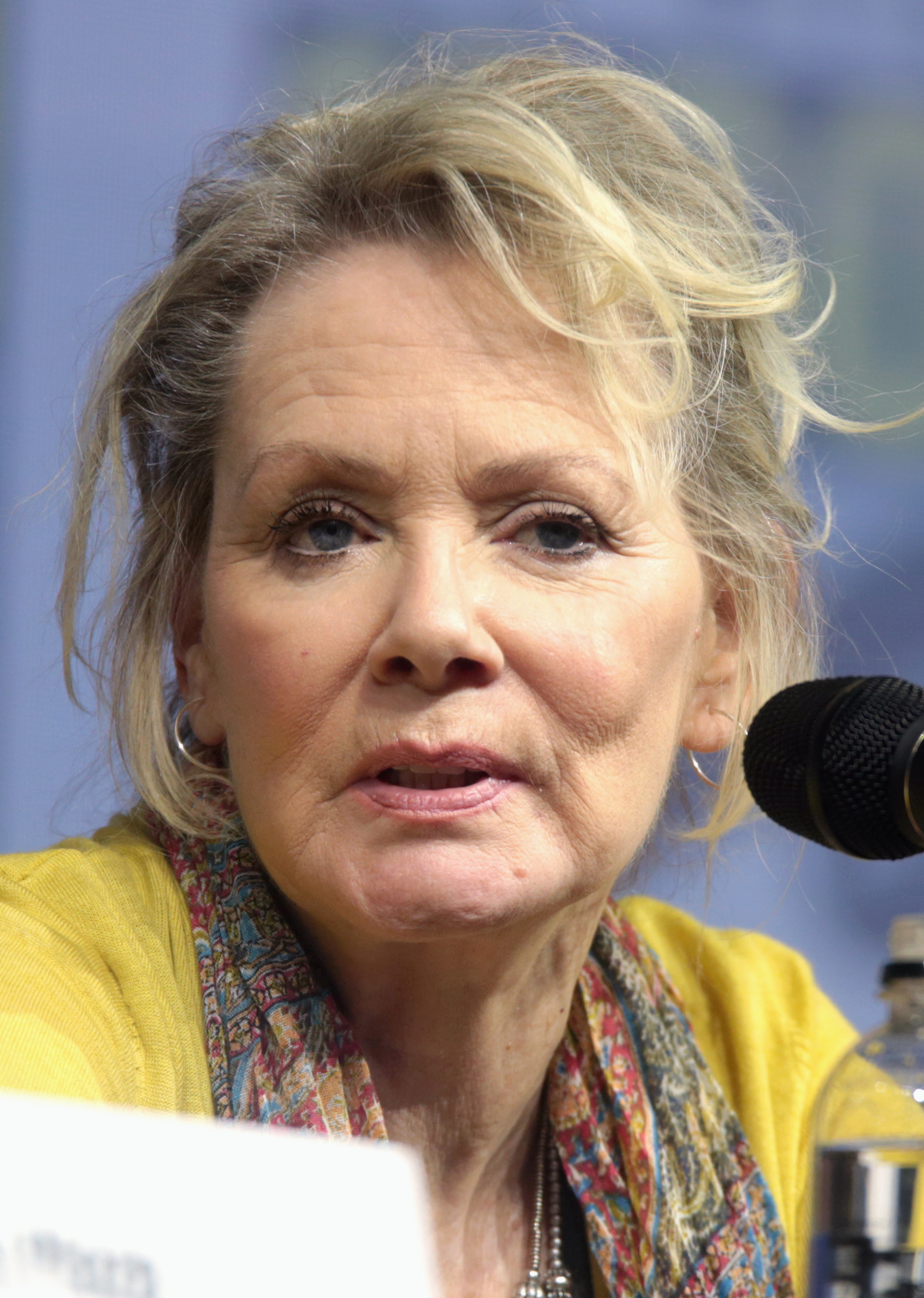
Jean Smart (2018)

Jean Smart (* 13. September 1951 in Seattle, Washington) ist eine US-amerikanische Schauspielerin und sechsfache Emmy-Preisträgerin.

## Leben und Werk
Jean Smart begann ihre Schauspielkarriere in regionalen Theatergruppen, darunter das Oregon Shakespeare Festival. Nachdem sie den Bachelor of Fine Arts an der University of Washington absolviert hatte, ging sie nach New York. Dort hatte sie ihr Theaterdebüt in Last Summer at Bluefish Cove, ein Off-Broadway-Stück, das ihr eine Nominierung für den Drama Desk Award einbrachte und zu einer Rolle am Broadway verhalf. Infolgedessen spielte sie 1983 die junge Marlene Dietrich in Piaf. Smart führte die Rolle nicht nur auf der Bühne auf, sondern auch im Fernsehen, wodurch Hollywood auf sie aufmerksam wurde. Daraufhin wirkte sie in einigen Fernsehproduktionen mit und hatte 1984 ihr Filmdebüt in Flashpoint – Die Grenzwölfe. Ihre erste große Rolle bekam sie für die HBO-Miniserie Maximum Security als Deputy Warden Dr. Allison Brody. Es folgten weitere Film- und Fernsehproduktionen, in denen sie mit den Hollywood-Größen Robert De Niro und Bruce Willis spielte.

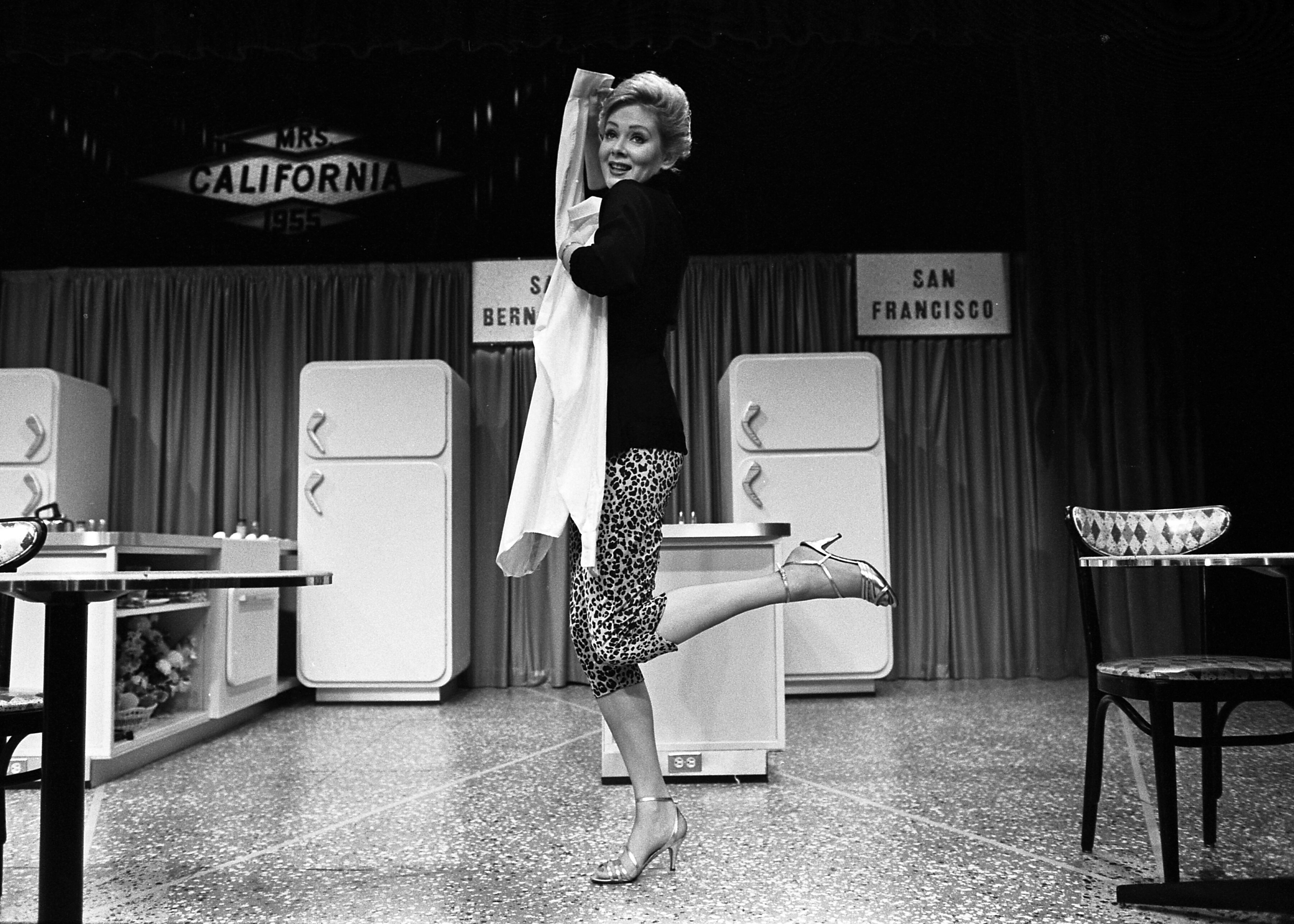
Jean Smart auf der Theaterbühne (1986)

Zu einem landesweit berühmten Fernsehstar wurde sie als eine von drei Hauptdarstellerinnen der Serie Designing Women, die von 1986 bis 1993 bei CBS lief. Weitere Erfolge feierte Jean Smart mit den Fernsehserien Frasier und 24. Für ihre Gastrolle in Frasier wurde sie 2000 und 2001 mit dem Emmy ausgezeichnet. In 24 spielte sie als Martha Logan, First Lady der Vereinigten Staaten, in der fünften Staffel eine Hauptrolle und war an der sechsten Staffel mit einer Gastrolle beteiligt. 2006 und 2007 erhielt Smart für diese Rolle Emmy-Nominierungen als beste Nebendarstellerin und beste Gastrolle in einer Dramaserie. Zwischen 2007 und 2009 war sie in der Fernsehserie Samantha Who? zu sehen. Für den Part der Mutter von Titelheldin Christina Applegate erhielt sie bei der Primetime-Emmy-Verleihung 2008 den Preis als beste Nebendarstellerin in einer Comedyserie. In der zweiten Staffel der Anthologieserie Fargo übernahm sie eine Hauptrolle.
2018 wurde sie in die Academy of Motion Picture Arts and Sciences berufen, die jährlich die Oscars vergibt. Seit 2021 bekleidet Smart die weibliche Hauptrolle in der HBO-Comedyserie  Hacks. Darin ist sie als legendäre Stand-up-Comedian in Las Vegas zu sehen, die mit einer jüngeren Gag-Autorin (Hannah Einbinder) zusammenzuarbeiten beginnt. Smarts Figur der Deborah Vance basiert auf einer Reihe von Entertainerinnen wie Elaine May, Lucille Ball, Phyllis Diller, Joan Rivers, Elayne Boosler, Rita Rudner und Paula Poundstone. Für ihre schauspielerische Leistung gewann sie bei der Emmy-Verleihung 2022 den Preis als beste Hauptdarstellerin in einer Comedyserie. Im selben Jahr erhielt sie auch den Golden Globe Award.
Jean Smart war ab 1987 bis zu dessen Tod im März 2021 mit dem US-amerikanischen Schauspieler Richard Gilliland verheiratet. Sie haben einen Sohn, der 1989 geboren wurde und einen weiteren Sohn (* 2008), den sie 2009 aus China adoptiert haben.

## Filmografie (Auswahl)
- 1984: Flashpoint – Die Grenzwölfe (Flashpoint)
- 1984: Protocol – Alles tanzt nach meiner Pfeife (Protocol)
- 1986–1991: Mann muss nicht sein (Designing Women, Fernsehserie, 119 Folgen)
- 1993: Zurück nach Hause – Die unglaubliche Reise (Homeward Bound: The Incredible Journey)
- 1994: Scarlett (Fernsehvierteiler)
- 1995: Die Brady Family (The Brady Bunch Movie)
- 1998: Immer noch ein seltsames Paar
- 1999: Das Mädchen und der Fotograf (Guinevere)
- 2000: Schneefrei (Snow Day)
- 2000: The Kid – Image ist alles (The Kid)
- 2000–2001: Frasier (Fernsehserie, 7 Folgen)
- 2000–2004: The District – Einsatz in Washington (The District, Fernsehserie, 14 Folgen)
- 2002–2003: Meine Frau, ihr Vater und ich (In-Laws, Fernsehserie, 15 Folgen)
- 2002: Sweet Home Alabama – Liebe auf Umwegen (Sweet Home Alabama)
- 2003: Haus über Kopf (Bringing Down the House)
- 2004: Garden State
- 2004: I Heart Huckabees
- 2006–2007: 24 (Fernsehserie, 25 Folgen)
- 2007: Glück im Spiel (Lucky You)
- 2007–2009: Samantha Who? (Fernsehserie, 35 Folgen)
- 2008: Hero Wanted – Helden brauchen kein Gesetz (Hero Wanted)
- 2010: So spielt das Leben (Life as We Know It)
- 2010: Psych (Fernsehserie, Folge 5x04)
- 2010–2011: Hawaii Five-0 (Fernsehserie, 4 Folgen)
- 2011: Shit! My Dad Says ($#*! My Dad Says, Fernsehserie, 4 Folgen)
- 2011–2012: Harry’s Law (Fernsehserie, 7 Folgen)
- 2012: Wie beim ersten Mal (Hope Springs)
- 2013: Nennt mich verrückt! (Call Me Crazy: A Five Film, Fernsehfilm)
- 2013: When Calls the Heart (Fernsehfilm)
- 2013: Hot in Cleveland (Fernsehserie, Folge 4x14)
- 2014: Sirens (Fernsehserie, 2 Folgen)
- 2014: Getting On – Fiese alte Knochen (Getting On, Fernsehserie, 2 Folgen)
- 2014: Miss Meadows – Rache ist süß (Miss Meadows)
- 2015: Fargo (Fernsehserie, 9 Folgen)
- 2016: The Accountant
- 2017–2019: Legion (Fernsehserie, 19 Folgen)
- 2018: Nur ein kleiner Gefallen (A Simple Favor)
- 2018–2019: Dirty John (Fernsehserie, 5 Folgen)
- 2019: Watchmen (Fernsehserie, 6 Folgen)
- 2020: Superintelligence
- 2021: Senior Moment
- 2021: Mare of Easttown (Miniserie)
- seit 2021: Hacks (Fernsehserie)
- 2022: Babylon – Rausch der Ekstase (Babylon)
- 2022: Wildflower
- 2022: Vier Freunde und die Geisterhand (Fernsehserie, 2 Folgen)

## Auszeichnungen
Golden Globe Award
Auszeichnungen:
- 2022: Beste Serien Hauptdarstellerin – Komödie oder Musical für Hacks
- 2025: Beste Serien Hauptdarstellerin – Komödie oder Musical für Hacks

Nominierungen:
- 2023: Beste Serien Hauptdarstellerin – Komödie/Musical für Hacks

Primetime Emmy Award
Auszeichnungen:
- 2000: Beste Gastdarstellerin in einer Comedyserie für Frasier

- 2001: Beste Gastdarstellerin in einer Comedyserie für Frasier
- 2008: Beste Nebendarstellerin in einer Comedyserie für Samantha Who?
- 2021: Beste Hauptdarstellerin in einer Comedyserie für Hacks
- 2022: Beste Hauptdarstellerin in einer Comedyserie für Hacks
- 2024: Beste Hauptdarstellerin in einer Comedyserie für Hacks

Nominierungen:
- 2006: Beste Nebendarstellerin in einer Dramaserie für 24
- 2007: Beste Gastdarstellerin in einer Dramaserie für 24
- 2012: Beste Gastdarstellerin in einer Dramaserie für Harry’s Law
- 2016: Beste Nebendarstellerin in einer Miniserie oder Fernsehfilm für Fargo
- 2020: Beste Nebendarstellerin in einer Miniserie oder Fernsehfilm für Watchmen
- 2021: Beste Nebendarstellerin in einer Miniserie oder Fernsehfilm für Mare of Easttown

Screen Actors Guild Award
Auszeichnungen:
- 2022: Beste Darstellerin in einer Comedyserie für Hacks
- 2023: Beste Darstellerin in einer Comedyserie für Hacks

Nominierungen:
- 2007: Bestes Schauspielensemble in einer Dramaserie für 24
- 2022: Beste Darstellerin in einer Miniserie oder einem Fernsehfilm für Mare of Easttown
- 2022: Bestes Schauspielensemble in einer Comedyserie für Hacks
- 2023: Bestes Schauspielensemble in einem Film für Babylon – Rausch der Ekstase
- 2023: Bestes Schauspielensemble in einer Comedyserie für Hacks
- 2025: Beste Hauptdarstellerin in einer Comedyserie für Hacks
- 2025: Bestes Schauspielensemble in einer Comedyserie für Hacks

Satellite Award
Auszeichnungen:
- 2021: Beste Darstellerin in einer Serie Komödie/Musical für Hacks

Nominierungen:
- 2006: Beste Nebendarstellerin Serie, Miniserie oder Fernsehfilm für 24
- 2021: Beste Nebendarstellerin Serie, Miniserie oder Fernsehfilm für Mare of Easttown
- 2022: Beste Darstellerin in einer Serie Komödie/Musical für Hacks
- 2022: Beste Nebendarstellerin für  Babylon – Rausch der Ekstase
- 2025: Beste Darstellerin in einer Serie Komödie/Musical für Hacks

Critics’ Choice Television Awards
Auszeichnungen:
- 2016: Beste Nebendarstellerin in einem Fernsehfilm oder einer Miniserie für Fargo
- 2020: Beste Nebendarstellerin in einer Dramaserie für Watchman
- 2022: Beste Hauptdarstellerin in einer Comedyserie für Hacks
- 2023: Beste Hauptdarstellerin in einer Comedyserie für Hacks

Nominierungen:
- 2022: Beste Nebendarstellerin in einer Miniserie oder einem Fernsehfilm für Mare of Easttown
- 2025: Beste Hauptdarstellerin in einer Comedyserie für Hacks

Independent Spirit Award
Nominierungen:
- 2000: Beste Nebendarstellerin für Das Mädchen und der Fotograf

Gotham Award
Nominierungen:
- 2021: Beste Darstellerin in einer Neuen Serie für Hacks

Tony Awards
Nominierungen:
- 2001: Nominierung als Beste Schauspielerin in einem Theaterstück für The Man Who Came to Dinner

Sonstiges
- 2022 bekam Jean Smart einen Stern auf dem Hollywood Walk of Fame.